# Joe Daly
Pour les articles homonymes, voir Daly.
Joe Daly est un auteur de bande dessinée sud-africain né à Londres le 23 mars 1979. Intervenant régulier dans la revue Bitterkomix, il est l'auteur de Scrublands et The Red Monkey.

## Ouvrages publiés en français
- Scrublands, L'Association, coll. « Ciboulette », 2007.
- The Red Monkey dans John Wesley Harding, L'Association, 2009.
- Dungeon Quest, L'Association, coll. « Espôlette » :

1. Tome 1, 2009.
2. Tome 2, 2010.
3. Tome 3, 2013.

- Highbone Theater, L'Association, 2016.
- Rust River City, L'association, coll. « Ciboulette » :

1. Tome 1, 2025.

## Prix
- 2010 : Prix spécial du jury du festival d'Angoulême pour Dungeon Quest